# بلدية كانيوشا
كانيوشا هي إحدى بلديات مقاطعة بوجومبورا الريفية في بوروندي.